# ヌルメラ (小惑星)
ヌルメラ (1696 Nurmela) は、小惑星帯にある小惑星。
1939年、ユルィヨ・バイサラがフィンランドのトゥルクで発見した。

## 名称
フィンランドの文献学者（Romanic philology）タウノ・カレルヴォ・ヌルメラ（Tauno Kalervo Nurmela, 1907年 - 1985年）に因む。ヌルメラはフィンランド・アカデミー (Academy of Finland) の会員で、トゥルク大学の学長も務めた。
1980年4月の小惑星回報で、(1695) ヴァルベック、(1697) コスケンニエミ、(1699) ホンカサロ とともに命名が公表された（このうちホンカサロはバイサラの発見である）。いずれもトゥルクで発見された小惑星で、古都トゥルクゆかりの学者の名前に因んでいる。また、バイサラが発見した小惑星に対して (1718) ナミビア、(1723) クレモラ、(1740) パーヴォ・ヌルミ が同時に命名されている。